# ادواردو گونزالس سالوادور
ادواردو گونزالس سالوادور (اسپانیایی: Eduardo González Salvador‎؛ زادهٔ ۱ مهٔ ۱۹۶۰) دوچرخه‌سوار اهل اسپانیا است. وی در مسابقات تور دو فرانس شرکت کرده است.